# Michel Odent
Michel Odent (Oise, 7 luglio 1930) è un chirurgo francese.

## Biografia
Dopo aver lavorato in Algeria e Guinea come chirurgo di guerra, dirige per 23 anni (dal 1962 al 1985) il servizio di chirurgia e ostetricia/maternità del piccolo ospedale di Pithiviers, nel dipartimento del Loiret nella Francia centrale.
Le esperienze connesse a questi anni sono fondamentali nell'influenzare il suo interesse verso la storia della neonatologia e la ricerca sulla nascita e la salute. Odent è noto per aver creato, in ambito ospedaliero, la prima "salle souvage", un ambiente simile a una stanza di casa, una mediazione tra parto in casa e parto medicalizzato in clinica.
Trasferitosi a Londra nel 1985, fonda il Primal Health Research Centre, dove sostiene le prassi del parto attivo, del parto nell'acqua e dei concetti collegati alla salute primale, anche in riferimento al concetto di "assistenza sanitaria primaria" contenuto nella Dichiarazione di Alma Ata del 1978.

## Il concetto di "salute primale"

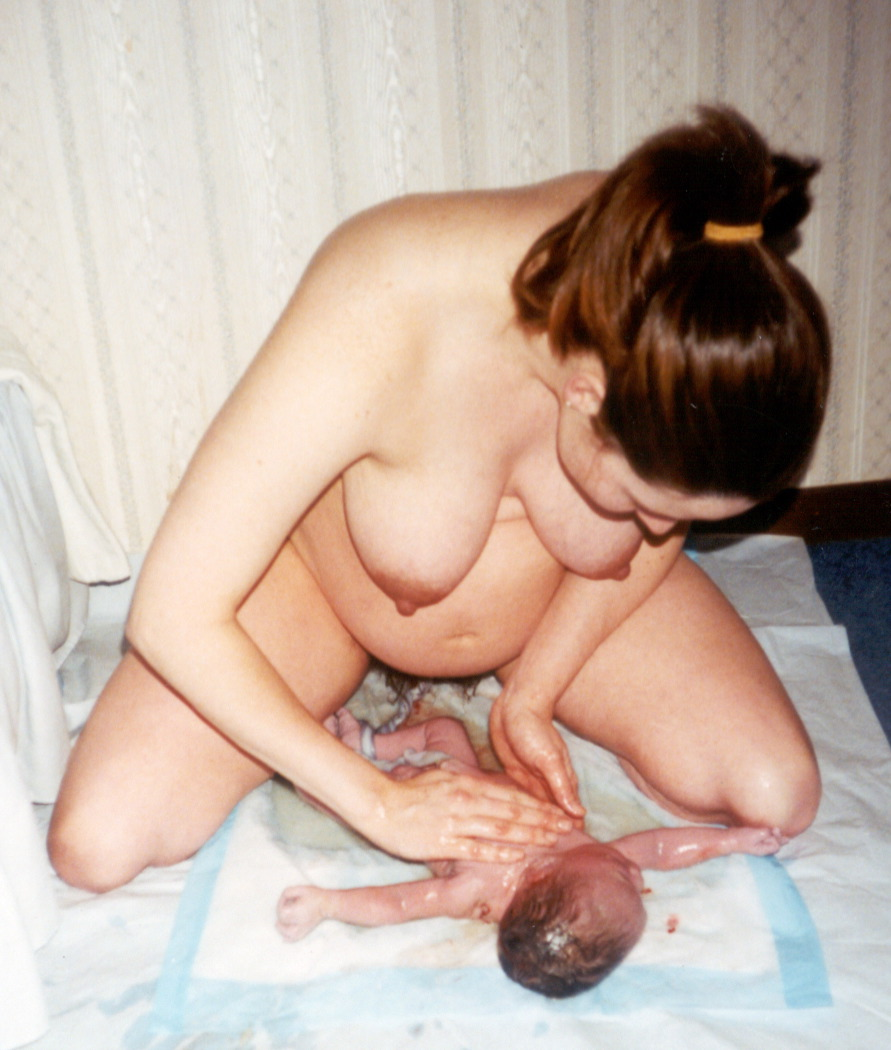
Un parto naturale secondo la tecnica dellaccucciamento

La salute del “periodo primale” può essere definita come la salute del periodo perinatale; questo periodo, secondo l'autore, va dal concepimento fino alla fine del primo anno di vita, dalla cosiddetta endogestazione  alla cosiddetta esogestazione. 
Per Odent, le modalità del concepimento, della gravidanza, del parto, dei primi istanti di vita del neonato, della lattazione e della interazione del bimbo con la madre, fino a circa il suo primo compleanno, hanno  rilevanti effetti a lungo termine sull'equilibrio psicofisico del bambino e, più tardi, dell'adulto.
Riprendendo e ampliando le tesi di Leboyer, Odent è un convinto sostenitore del parto naturale, in contrapposizione al crescente e non strettamente funzionale utilizzo del taglio cesareo; il tutto nella convinzione più vasta e profonda che riscoprire le origini animali dell'essere umano significhi anche valorizzare i suoi istinti "ecologici" in favore della conservazione della specie umana, delle altre specie e, nella sua più ampia accezione, del rispetto della Natura.

## La strategia dell'amore per la sopravvivenza umana
Un'altra tesi sostenuta nei suoi saggi è quella secondo cui il percorso culturale fino ad oggi manifestatosi ha trascurato l'importanza dell'amore come potenziale, e per certi versi rivoluzionaria, strategia per la sopravvivenza umana; Odent asserisce che lo stile di vita umano (che finora ha generalmente sostenuto la validità e l'importanza del dominio dell'Uomo sulla Natura e sugli altri gruppi umani e animali) è ormai superato e non più idoneo allo scopo della sopravvivenza stessa.
Intrecciando i dati derivati da una molteplicità  di discipline scientifiche (tra cui la biochimica, la biologia, la fisiologia, l'endocrinologia e l'embriologia) Odent sottolinea l'importanza  del "cocktail di ormoni dell'amore", quali l'ossitocina, la prolattina e le endorfine, che portano madre e figlio a cercare una stretta vicinanza tra di loro e contribuiscono alla formazione del legame di attaccamento, base di tutte le interazioni sociali del bambino e del futuro adulto. Su queste basi offre valide idee a sostegno dell'adozione di una strategia culturale impostata sull'amore e utile per la sopravvivenza dell'uomo, una strategia che deve nascere e nutrirsi fin dal momento del concepimento.

## Opere
- Ecologia della Nascita, Red Edizioni, 1989.
- L'acqua e la sessualità, Red Edizioni, 1991.
- Abbracciamolo subito! I veri bisogni del bambino e della mamma, Red Edizioni, 2006.
- L'agricoltore e il ginecologo. L'industrializzazione della nascita, Il Leone Verde, 2006.
- Psiconeuroendocrinologia della nascita, Centro Studi il Marsupio, luglio 2007.
- La scientificazione dell'amore. L'importanza dell'amore per la sopravvivenza umana, Urrà Edizioni, 2008.
- Il cesareo, Blu Edizioni, 2009.
- Le funzioni degli orgasmi, Terra Nuova edizioni, 2009.
- Nascere nell'era della plastica, Terra Nuova edizioni, 2012.